# San Francisco Lempa
San Francisco Lempa es un distrito del municipio de Chalatenango Sur del departamento de Chalatenango, El Salvador. Según el censo oficial de 2024, tiene una población de 774 habitantes.
| Censo | Población | Cambio | Porcentaje |
| ----- | --------- | ------ | ---------- |
| 2007  | 862       | N/D    | N/D        |
| 2024  | 774       | -88    | -10.2%     |

## Historia
El poblado comenzó a surgir a mediados del siglo XVIII, y para el año 1807, de acuerdo a un informe de Antonio Gutiérrez y Ulloa, era una "aldea de ladinos" del camino real hacia San Salvador, que comprendía "varios sitios en que están establecidas otras tantas familias de aquéllos; el añil es su principal fruto como en todo el Partido de Chalatenango, a que pertenece".
Entre los años 1824 y 1835, perteneció al departamento de San Salvador; y de 1835 a 1855, al departamento de Cuscatlán; a partir de este último año ha sido municipio del departamento de Chalatenango. En 1890 tenía una población de 730 habitantes. Adquirió el título de villa el 8 de junio de 1828.

## Información general
El distrito tiene un área de 11 km², y la cabecera municipal una altitud de 300 m s. n. m.Las fiestas patronales se celebran en el mes de octubre en honor a San Francisco de Asís entre el 3 y 5 de Octubre y San Rafael Arcángel entre el 21 y 29 de Octubre.